# Racșa-Vii, Satu Mare
Racșa-Vii (maghiară Ráksahegy) este un sat în comuna Racșa din județul Satu Mare, Transilvania, România. Se află în partea de nord-est a județului, la poalele vestice ale munților Gutâi.